# Lewis Gobern
Lewis Thomas Gobern, född 28 januari 1985 i Birmingham, England, är en engelsk före detta fotbollsspelare.
Gobern är en produkt av Wolvarhamptons ungdomsverksamhet. Han gjorde sin ligadebut som inhoppare i 1-1-matchen mot Plymouth på Home Park den 5 augusti 2006. Sitt första ligamål gjorde han i 1-1-matchen mot Crystal Palace på Molineux Stadium den 28 november 2006.